# Smart Money (film 1931)
Smart Money è un film del 1931 diretto da Alfred E. Green.

## Produzione
Il film fu prodotto dalla Warner Bros. Pictures, Inc..

## Distribuzione
Distribuito dalla Warner Bros. Pictures, Inc., il film uscì nelle sale cinematografiche USA l'11 luglio 1931.